# Rivière Momance
Rivière Momance är ett vattendrag i Haiti.   Det ligger i departementet Ouest, i den centrala delen av landet, 25 km väster om huvudstaden Port-au-Prince.